# Прибільський (Кугарчинський район)
Прибі́льський (рос. Прибельский, башк. Прибельский) — хутір у складі Кугарчинського району Башкортостану, Росія. Входить до складу Нижньобіккузінської сільської ради.
Населення — 4 особи (2010; 15 в 2002).
Національний склад:
- росіяни — 93%